# Cristóbal Rodríguez
Pour les articles homonymes, voir Rodríguez.
Cristóbal Rodríguez, né le 5 août 1949, à Santa Cruz de Tenerife, en Espagne, est un ancien joueur espagnol de basket-ball. Il évolue durant sa carrière au poste de pivot.

## Palmarès
- Coupe des clubs champions 1967, 1968, 1974, 1978
- Coupe intercontinentale 1976, 1977, 1978